# Andreaea subulata
Andreaea subulata är en bladmossart som beskrevs av Harvey in W. J. Hooker 1840. Andreaea subulata ingår i släktet sotmossor, och familjen Andreaeaceae. Inga underarter finns listade i Catalogue of Life.